# موريس من أمريكا
موريس من أمريكا (بالإنجليزية: Morris from America)‏ هو فيلم درامي كوميدي أمريكي ألماني تم إنتاجه في سنة 2016 وهو من إخراج وتأليف تشاد هارتيغان وبطولة كريغ روبنسون و ماركيس كرسمس و كارلا جوري و لينا كيلر جاكوب غيرزال.

## القصة
قصة الفيلم تتكلم عن ولد أمريكي أفريقي اسمه موريس وعمره عمره 13 سنة يعيش مع والده كورتيس الذي يعمل مدرب كرة قدم في ألمانيا، يحاول والده أن يعوضه عن أمه المتوفية ويوفر له كل شئ بينما يحلم موريس بأن يصبح مغني راب في الموسيقى الأوروبية، يتورط بعد ذلك بإدمانه للمخدرات وبحياة سيئة ويحاول والده انقاذه منها.

## البطولة
- كريغ روبنسون بدور كورتيس جنتري
- كارلا جوري بدور إنكا
- لينا كيلر بدور كاترين
- ماركيس كرسمس بدور موريس جنتري
- جاكوب غيرزال بدور بيير
- ليفن هينينغ بدور باستيان
- باتريك غولدنبورغ بدور سفين
- إيفا لوباو بدور والدة كاترين

## التقييم
حصل الفيلم على تقييم 87% في موقع الطماطم الفاسدة وحصل على 77 مراجعة وأشاد النقاد بدور كريغ روبنسون فيه. في موقع ميتاكريتيك حصل الفيلم على تقييم 75 من 100 وحصل على 79 نقد معظمها إيجابية.

## روابط خارجية
- موريس من أمريكا على موقع IMDb (الإنجليزية)
- موريس من أمريكا على موقع ميتاكريتيك (الإنجليزية)
- موريس من أمريكا على موقع روتن توميتوز (الإنجليزية)
- موريس من أمريكا على موقع نتفليكس (الإنجليزية)
- موريس من أمريكا على موقع قاعدة بيانات الأفلام العربية
- موريس من أمريكا على موقع ألو سيني (الفرنسية)
- موريس من أمريكا على موقع Turner Classic Movies (الإنجليزية)
- موريس من أمريكا على موقع أول موفي (الإنجليزية)
- موريس من أمريكا على موقع بوكس أوفيس موجو (الإنجليزية)
- موريس من أمريكا على موقع فيلمافينيتي (الإسبانية)